# Irã nos Jogos Olímpicos de Inverno de 1968
O Irã competiu nos Jogos Olímpicos de Inverno de 1968, realizados em Grenoble, França.